# بلکمپ هاوس
بلکمپ هاوس (یا بلکمپ هال) یک خانه و مدرسه سابق گرجستانی است که در یک ملک بزرگ در نزدیکی جاده مالاهید در بالگریفین در حومه شمالی دوبلین، ایرلند واقع شده‌است. این خانه توسط معمار مشهور جیمز هوبان طراحی شده‌است که کاخ سفید را در واشینگتن، دی.سی. با یک دفتر بیضی که دفتر رئیس‌جمهور آمریکاست و در قسمت پشتی ساختمان کاخ سفید قرار دارد را طراحی کرده‌است.

## تاریخچه
این خانه در سال ۱۷۸۵ توسط جیمز هوبان (که بعداً کاخ سفید را در واشینگتن دی سی طراحی کرد) برای خانواده برتون و سر ادوارد نیونهام، نماینده پارلمان ایرلند و از حامیان سرسخت حزب جمهوریخواه آمریکا که با جرج واشینگتن مکاتبه داشت، ساخته شده بود.